# Palupera
Palupera è un comune rurale dell'Estonia meridionale, nella contea di Valgamaa. Il centro amministrativo è la località (in estone küla) di Hellenurme.

## Località
Oltre al capoluogo, il comune comprende altre 12 località:
Astuvere - Atra - Hellenurme - Lutike - Mäelooga - Makita - Miti - Neeruti - Nõuni - Päidla - Räbi - Pastaku - Urmi